# ジョー・マッカーシー (ラグビー選手)
ジョー・マッカーシー（Joe McCarthy、2001年3月26日 - ）は、ユナイテッド・ラグビー・チャンピオンシップ、レンスターに所属するラグビー選手。

## プロフィール
- アメリカ合衆国・マンハッタン出身[1]。
- ポジションはロック(LO)。
- 身長 198cm、体重 124kg
- U20アイルランド代表に選ばれたことがある[2]。
- アイルランド代表キャップは6（2024年2月現在）でラグビーワールドカップ2023のアイルランド代表に選ばれた[3]。

## 略歴
2021年、レンスターに加入。 